# Småland
La province (landskap) de Småland (parfois écrit archaïquement en français Smolandie) est une province historique du sud de la Suède. Elle est bordée à l'est par la mer Baltique, puis s'élève progressivement en allant vers l'ouest au niveau des hautes terres du sud de la Suède. Sur une grande partie de la province, le sol est maigre, le socle granitique affleurant même en certaines zones. La province est donc peu cultivée, et le paysage fait donc la part belle aux forêts de conifères. Le réseau hydrographique est riche, avec en particulier de nombreux lacs et tourbières.
Le nom Småland, signifiant petites terres, évoque le fait que dès la fin de l'âge du fer, le territoire était divisé en de nombreuses petites régions. La province n'avait aucun rôle administratif ou religieux. La frontière de celle-ci avec la Scanie et le Blekinge au sud, initialement provinces danoises, eut un rôle déterminant dans la vie des habitants. Durant tout le Moyen Âge, elle fut avant tout synonyme de commerce, faisant la richesse de la province. Ceci fut encore plus vrai avec l'union de Kalmar, unissant sous une même couronne les deux pays frontaliers. Et si, à partir d'environ 1434, les conflits entre Suède et Danemark déstabilisèrent l'union, la province adopta un principe de neutralité, permettant de continuer ses activités. Cependant, en 1521, la Suède devint indépendante et plusieurs révoltes éclatèrent dans la province à l'encontre de l'autorité suédoise. La paix dut attendre l'annexion de la Scanie et du Blekinge par la Suède. Alors la région développa une économie de manufacture, axée sur la forêt mais aussi le cristal. Mais au XIXe siècle, à l'heure de l'industrialisation, ceci ne suffira pas à nourrir la population croissante, qui émigra alors massivement, en particulier vers les États-Unis. Ce mouvement s'arrêta avec la Première Guerre mondiale.

## Toponymie
Le nom Småland (« petites terres » ou « petits pays » en suédois) vient du fait que la province est une agrégation d'une multitude de terres, indépendantes lors de la période Viking et jusqu'au Moyen Âge.

## Héraldique et symboles
Le blason du Småland est un lion doré sur fond rouge, tenant une arbalète. Ce blason est utilisé, sous une forme un peu différente, comme blason du comté de Kronoberg, et le blason de comté de Kalmar comprend à la fois celui du Småland et celui d'Öland.
Comme toutes les provinces, le Småland possède comme symbole officiel une plante et un animal, auquel se sont rajoutés de façon moins officielle un insecte, une pierre, un poisson, un champignon et un oiseau. La fleur de la province est la linnée boréale, nommée d'après Carl von Linné, originaire de la province, et l'animal officiel est la loutre d'Europe. Les autres symboles sont le frelon européen (Vespa crabro), le granite rouge de Växjö, le silure glane, le champignon hydne corail (Hericium coralloides) et la grive musicienne.

## Géographie

### Situation et limites
Le Småland est une province de 29 390 km2 du sud suédois. Elle est bordée par les provinces d'Östergötland (nord), d'Halland, de Västergötland (ouest), de Blekinge et de Scanie (sud), ainsi qu'à l'est par la mer Baltique, à proximité de la grande île et province d'Öland. Administrativement, la province inclut l'intégralité du comté de Kronoberg, la majeure partie du comté de Jönköping et la partie continentale du comté de Kalmar. En outre, quelques petites sections du Comté de Halland et d'Östergötland font partie de la province.

### Géomorphologie

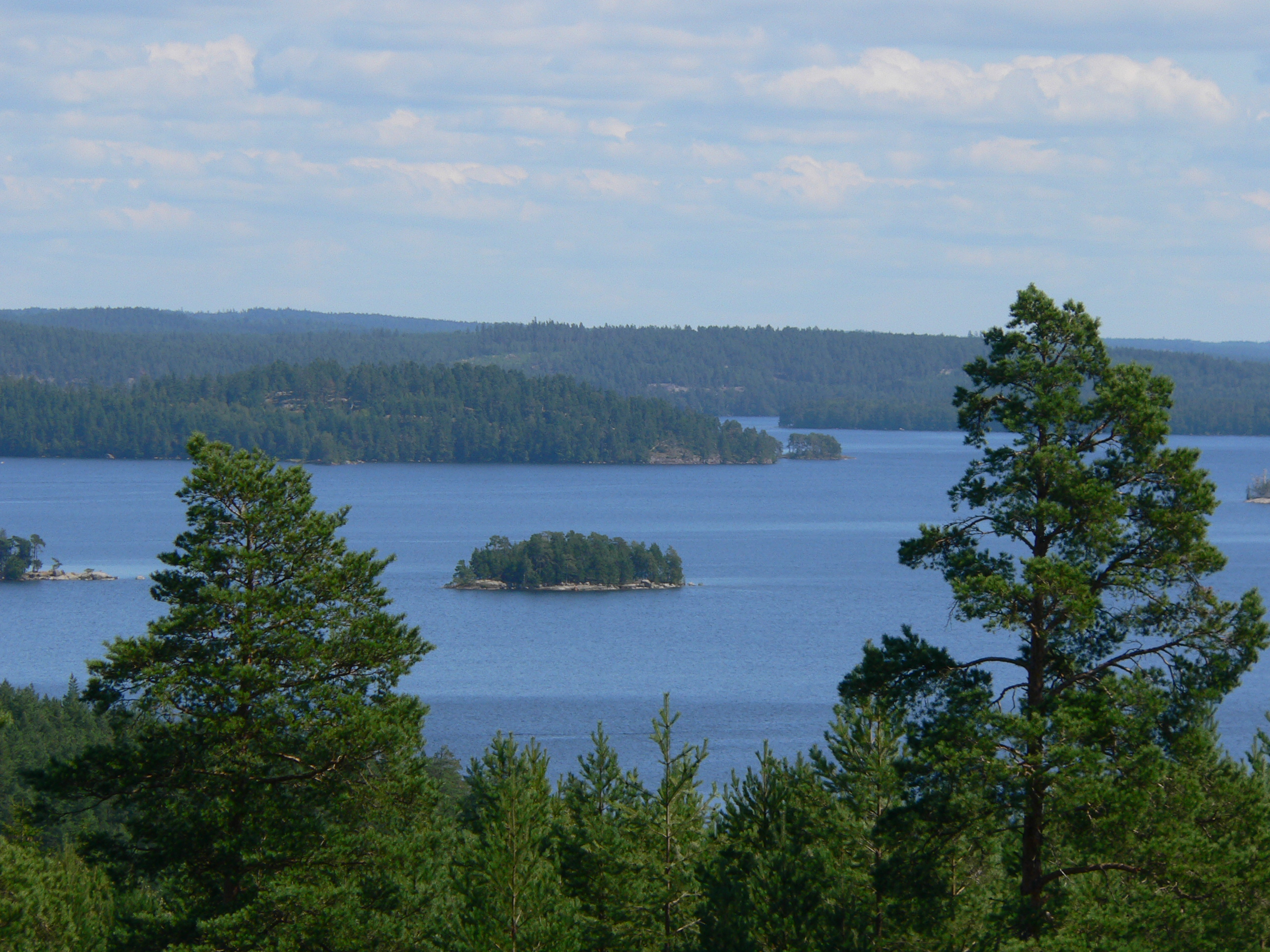
Le lac Sommen, à la frontière avec l'Östergötland.

Le relief du Småland est dominé par les hautes terres du sud de la Suède (en suédois, Sydsvenska höglandet), d'ailleurs souvent appelées « hautes terres du Småland » (Småländska höglandet). Ainsi, 80 % de la surface du pays est située au-delà de 100 m d'altitude. Pour autant, le terrain est majoritairement plat. Le sud de la province est une vaste plaine d'altitude comprise entre 100 et 185 m, dont le socle rocheux (principalement granitique) est parcourue de nombreuses fractures de faible amplitude dans lesquelles se développent d'innombrables lacs. Dans la partie nord, les fractures sont plus marquées, donnant un paysage plus vallonné. C'est dans cette section que se trouve le point culminant de la province et de tout le Götaland : Tomtabacken (377 m). Au nord-est, le paysage découpé rencontre la mer et forme une côte déchiquetée et un archipel côtier. Cette partie contraste avec la douceur de la plaine côtière au sud d'Oskarshamn.
Le socle est le plus souvent recouvert d'une maigre couche de moraine, rendant le sol impropre à l'agriculture dans la plupart de la province, exception faite des plaines côtières du sud.

### Climat
Le climat du Småland est plutôt continental. La température moyennes sont de −3 °C en janvier et février et 15 à 16 °C en juillet. Les précipitations sont plus importantes à l'ouest, atteignant 1 000 mm annuels, et décroissent progressivement vers l'est jusqu'à atteindre 400 à 500 mm sur la côte.
| Mois                     | jan. | fév. | mars | avril | mai  | juin | jui. | août | sep. | oct. | nov. | déc. | année |
| ------------------------ | ---- | ---- | ---- | ----- | ---- | ---- | ---- | ---- | ---- | ---- | ---- | ---- | ----- |
| Température moyenne (°C) | −2,7 | −2,7 | 0,2  | 4,9   | 10,6 | 14,8 | 15,8 | 15   | 11,1 | 7,1  | 2,4  | −1,1 | 6,3   |
| Précipitations (mm)      | 52,1 | 34,9 | 41,4 | 39,6  | 47,6 | 54,9 | 76,6 | 57,4 | 71   | 57,8 | 63,4 | 55,6 | 652,6 |

### Hydrologie

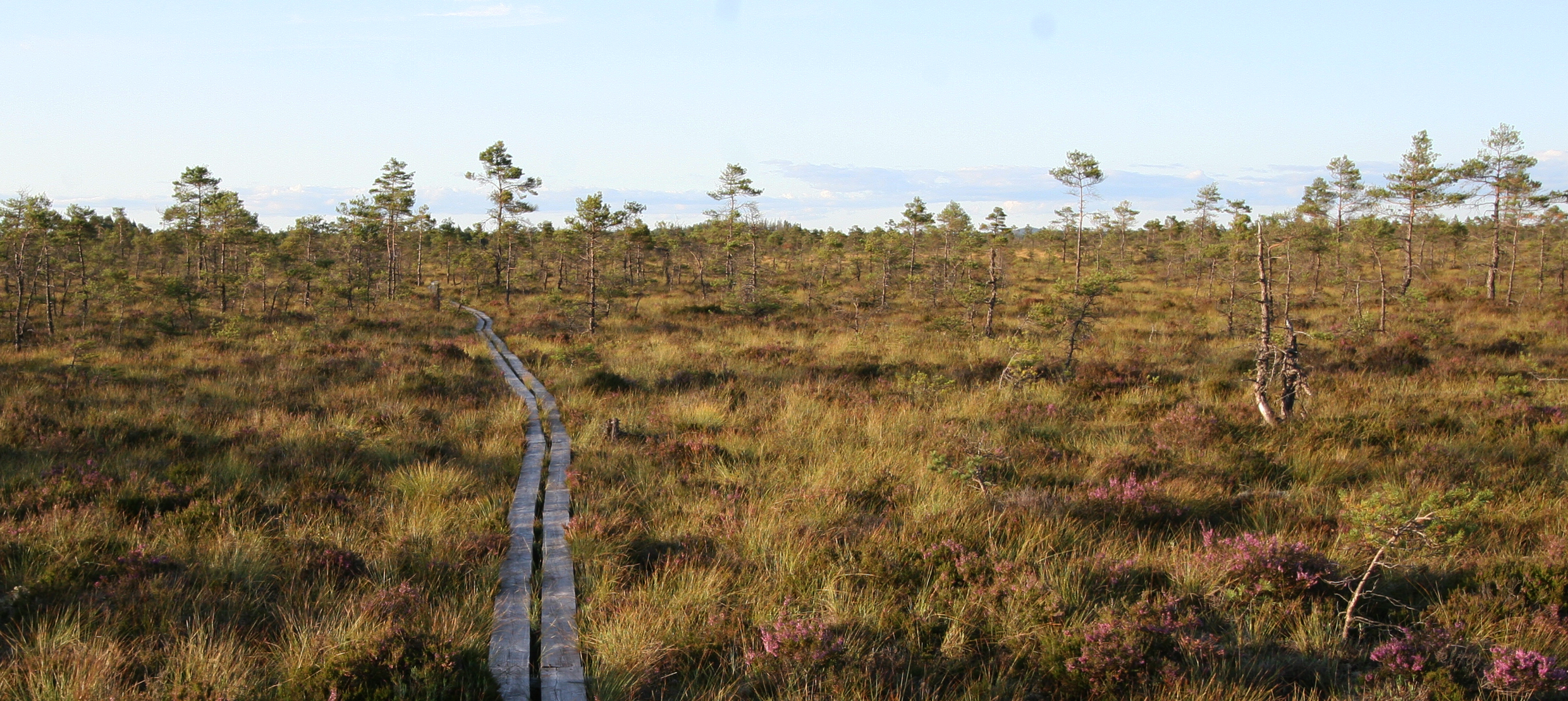
Tourbières dans le parc national de Store Mosse

Un grand nombre de cours d'eau du sud suédois prennent leur source dans la province, sur les hauteurs des hautes terres du sud. Ces cours d'eau se dirigent dans la plupart des directions, avec par exemple le Nissan et Lagan vers l'ouest, l'Emån vers le détroit de Kalmar à l'est et Lyckebyån, Ronnebyån, Mörrumsån et Helge å vers le sud. Ces nombreux cours d'eau forment à leur tour d'innombrables lacs dans les fractures du paysage, surtout au sud, les principaux étant Bolmen, Vidöstern, Rusken, Möckeln, Åsnen et Helgasjön. Enfin, la région compte aussi plusieurs zones humides d'importance, en particulier à l'ouest, dont Store Mosse, Dumme mosse et Komosse sont les plus notables.

### Milieu naturel
Le Småland est en grande partie couvert de forêt mixtes, à dominante conifères. Cette zone est incluse dans l'écorégion des forêts mixtes sarmatiques d'après le WWF et la DMEER (Digital Map of European Ecological Regions). La partie sud et ouest comprenait dans le passé beaucoup de hêtre commun, mais la forêt actuelle est issue des plantations de conifères. De manière générale, du fait du climat, la partie orientale est plus pauvre que la partie occidentale. Les animaux présents sont caractéristiques des forêts suédoises, avec l'élan (Alces alces), le chevreuil, le renard roux, le blaireau européen, etc. Le lynx boréal est rare et la loutre d'Europe, symbole de la région, a vu sa population diminué fortement au cours du XXe siècle, tandis qu'au contraire, le castor européen est revenu.
Les tourbières occidentales sont le plus souvent assez pauvre du point de vue de la végétation. En revanche, certaines tourbières minérotrophes existent dans la partie nord surtout, où les sols sont plus calcaires. Ces tourbières, riches ou pauvres, attirent de nombreuses espèces d'oiseaux limicoles. Plusieurs espèces d'oiseaux marins habitent sur la côte est, dont les rares (en Suède) grand Cormoran et le pygargue à queue blanche.

## Histoire

### Préhistoire

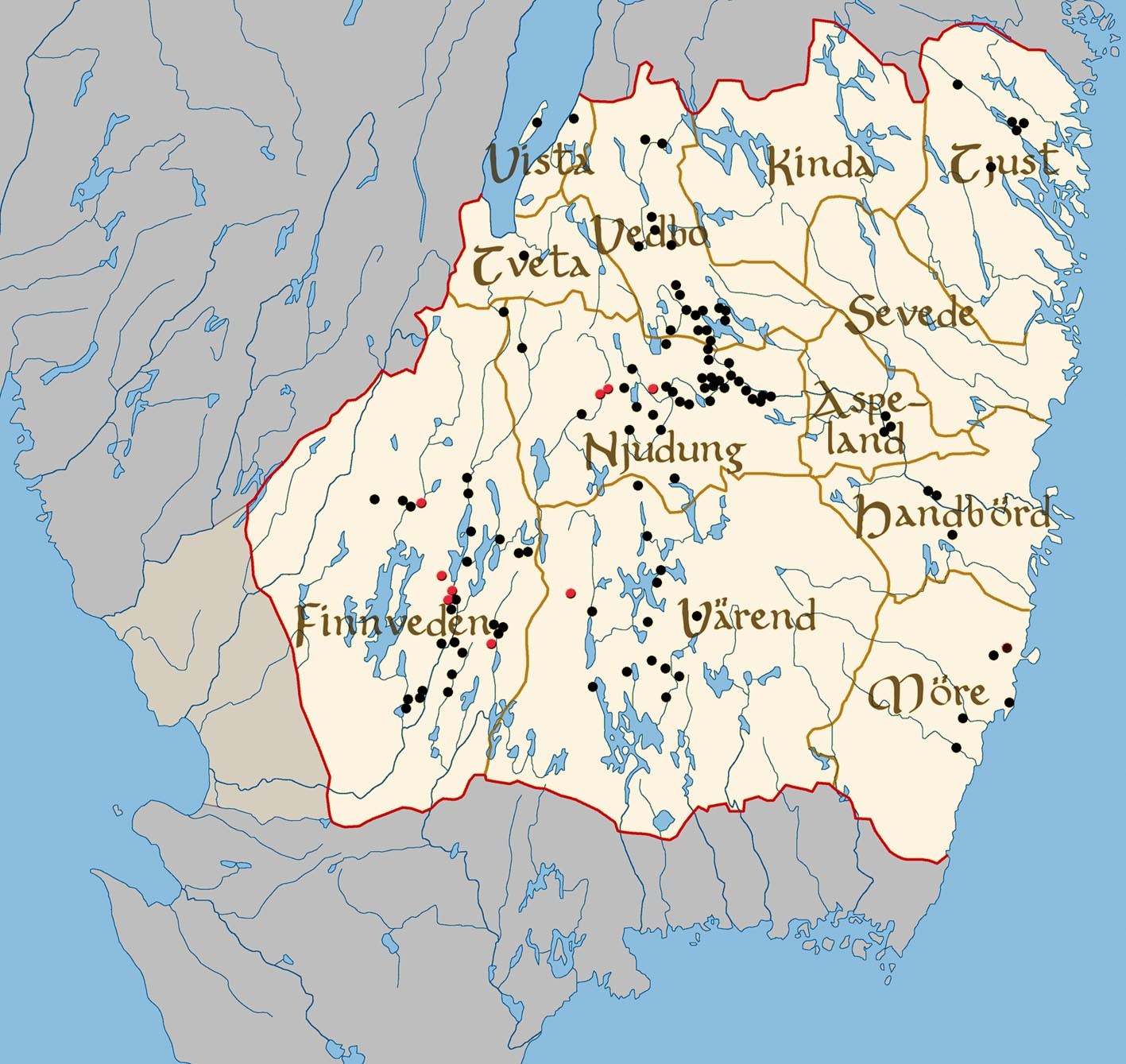
Carte des petites régions du Småland à l'âge Viking

Pas moins de 46 000 vestiges préhistoriques ont été trouvés dans toute la province, à l'exception des frontières avec la Scanie et le Blekinge et entre les comtés de Kalmar et Kronoberg. Il s'agit surtout de tombes (90 %) souvent rassemblées, mais on trouve aussi des traces d'agriculture et d'extraction de fer.
Les vestiges les plus anciens (mésolithique) sont situés le long des cours d'eau des hautes terres, provenant de peuples de chasseurs-cueilleurs. Au néolithique, les vestiges se concentrent plus sur les plaines, mais à la fin de cette période (2 000  av. J.-C.), ils sont de nouveau concentrés sur les hautes terres.
Plusieurs tertres de l'âge du bronze ont été trouvés, en particulier dans le Möre et près de Jönköping, caractéristiques des civilisations sud-scandinaves. Dans les hautes terres, les tombes de l'époque sont plutôt sous forme de cairns. Enfin, plusieurs pétroglyphe ont été trouvés, la plupart dans le Tjust. En plus des tombes, on compte 66 vestiges de forteresses préhistoriques parmi les vestiges de l'âge du fer dans la province. Les différences entre les différentes régions du Småland est marquée dans les vestiges de l'époque. 

### Moyen Âge
Le concept de Småland apparaît au plus tard au début du Moyen Âge pour désigner l'ensemble de petites régions entre les plaines de l'Östergötland et les territoires danois au sud. Les plus vastes de ces régions étaient Finnveden, Värend, Möre, Njudung et Tjust. Cependant, le Småland en tant que tel ne fut jamais une entité politique ou religieuse. La partie orientale était incluse dans l'Östergötland et la partie intérieure dans le Tiohärad.
La région fut christianisée avant le XIe siècle, et en 1170, Växjö devint évêché, et par la même occasion une ville majeure de la région. Le château de Näs sur l'île de Visingsö était au XIIe siècle une des principales forteresses du royaume. La situation de la province comme frontière du pays avec le Danemark impliquait parfois des conflits, mais aussi des possibilités commerciales. Ces possibilités furent d'autant plus importantes pendant l'union des deux pays (union de Kalmar). Plusieurs familles nobles profitèrent de ces échanges, et à partir du XIIIe siècle, quelques familles du Småland se hissèrent parmi les principales familles nobles du royaume, telles que les Bielke, les Bonde, les Oxenstierna et les Trolle. Pendant les conflits récurrents au sein de l'union entre 1434 et 1521, le Småland adopta une position neutre, et lorsque la Suède devint à nouveau indépendante, plusieurs mouvements séparatistes se manifestèrent, donnant lieu à plusieurs révoltes en 1527, 1529, 1536 puis culmina en 1542 avec la révolte de Dacke. La position suédoise fut finalement confortée, et plusieurs châteaux furent construits.

### Époque moderne
Les craintes de révoltes se maintinrent cependant jusqu'au traité de Roskilde, où la Scanie et le Blekinge devinrent suédoises, le Småland perdant de fait sa position frontalière. Cependant, la région avait entretemps souffert. La région s'intégra économiquement avec les deux anciennes provinces danoises. Les principales activités étaient alors l'élevage et l'extraction de fer, mais l'utilisation des forêts s'intensifia au cours du XVIIe siècle pour devenir elle aussi une source majeure de revenus. Le développement de la production de cristal au sud-est commença, sous l'impulsion de Kosta (1742), formant les bases de ce que l'on appelle aujourd'hui le royaume du cristal.
Avant le reste de la Suède, la région s'engage dès la fin du XVIe siècle dans une chasse aux sorcières, animée par le bourreau Håkan ; Elin i Horsnäs en est une victime emblématique.
La forte croissance démographique du XIXe siècle ne fut pas suivie d'une augmentation du travail, ce qui provoqua une émigration massive, en particulier vers le Danemark et l'Allemagne puis après 1850 vers les États-Unis. Ainsi, la province représenta la principale origine des émigrés suédois entre 1850 et 1914, avec 225 000 personnes. Il a fallu 100 ans aux comtés de Kalmar et Kronoberg pour retrouver une population similaire à celle de l'époque, tandis que le comté de Jönköping parvint à conserver une croissance démographique grâce à sa meilleure industrialisation.